# Новомочалеи
Новомочалеи — село в Пильнинском районе Нижегородской области. Центр Новомочалеевского сельсовета.

## История
Село расположено на реке Малая Медянка, левом притоке Суры, 8,9 км к югу от районного центра — рабочего посёлка Пильна.
Образовано в 1608—1611 гг.
Ранее функционировали два колхоза — «Алга» в селе Старый Мочалей и «Родина» в селе Новый Мочалей. Имеются частные фермерские хозяйства.
По одной версии название села объясняется происходящим от имени мордовского первопоселенца Мучная, а также от мордовского слова «лей», означающего «овраг» или «ручей».
Ещё одно объяснение связывает происхождение названия с эрзянским корнем «мочь» — «сила». И, наконец, возможно, имя села напоминает о промысле по заготовке лыка (мочала).
В 1790 году в деревне насчитывалось 152 двора. В ней проживало 915 человек (415 мужчин и 500 женщин). Крестьяне обрабатывали 3.276 десятин удобной земли. По преимуществу жители являлись «служилыми» людьми.
С дореволюционных времен жители деревни имели пять мечетей. Советская власть зарегистрировала их в 1927 году. Документ называет имя только одного муллы — Хусаина Юнисова.
Через десять лет после регистрации под предлогом неуплаты государственных налогов, было решено ликвидировать одну из мечетей (пятую соборную). Было допущено нарушение закона (согласно статье 65 инструкции постоянной Комиссии при Президиуме ВЦИК по вопросам культа, ликвидация молитвенных зданий за неуплату госналогов произведена быть не могла). Большинство верующих было против закрытия, это выявилось специальной проверкой, организованной президиумом Кзыл-Октябрьского райисполкома. В одной из жалоб в Комиссию по вопросам культа при Президиуме ВЦИК жители Ново-Мочалей писали: «Мы верующие, от мечети никогда не отказывались и не отказываемся теперь». Мечеть осталась у последователей ислама.
В 1933 году муллы Хусаин Юнисов (родился в 1885 году) и Шарафутдин Сайдашев (1856—1937) были сосланы в Сибирь — первый на три года, второй — на пять лет. Однако Ш. Сайдашеву не суждено было вернуться в родную деревню. В октябре 1937 года на девятом десятке лет жизни он был расстрелян по обвинению в контрреволюционной деятельности.
14 апреля 1938 года была ликвидирована другая мечеть этого села (вторая соборная). 2-го сентября было решено перенести её здание подальше от берега реки Медянки и использовать его под культурные нужды колхоза «Кзыл-Иль». Постановление Президиума облисполкома от 11 сентября 1938 г. о ликвидации мечети вступило в законную силу.
В 1939 году ещё одна мечеть села была передана в распоряжение местного отдела народного образования.
В 1941 году была отдана под школу четвёртая соборная мечеть.
Весь этот период (до начала 90-х гг.) мусульмане молились в частных домах. Собиралось на молитву до 40 человек. Обязанности имама выполнял 3. Аллямов (1876 г. р.).
27 мая 1989 года 30 жителей села Ново-Мочалей обратились к властям с просьбой зарегистрировать мусульманскую общину. 10 июля того же года Пильнинский райисполком отказал ходатайствующим «в связи с регистрацией общества в селе Старо-Мочалей, находящегося на территории одного сельского Совета».
В январе 1989 года в соседнем селе Старо-Мочалей была взята властями на учёт мусульманская община. Там тоже не сразу оказался решённым этот вопрос. Сначала Пильнинский райсовет отказал последователям ислама села Старо-Мочалей, сославшись на факт открытия мечети в селе Красная Горка. Но после вмешательства облисполкома, потребовавшего провести регистрацию, а также предоставить верующим здание мечети, проблема была снята. После проведенной регистрации «религиозного общества» мусульман села Старо-Мочалей (имам — Абдулмуин Сафиуллович Сафиуллин — 1916 г. р.; азанчи — Тажиров Фазлулла Зинятуллович — 1913 г. р.), жители Ново-Мочалея стали использовать для молитв бывшее здание мечети. На это обстоятельство и указал Пильнинский райисполком, отказывая новомочалеевцам в регистрации их общины.
Облисполком опротестовал решение райисполкома и 15 декабря 1989 года была проведена регистрация общины Ново-Мочалея. Председателем был избран Ахмят Фазлуллович Фазлуллин. Обязанности имама были возложены на Хусяина Абидулловича Хабибуллина (1908 г. р.), бывшего колхозника.
Сейчас в селе функционирует соборная мечеть. С 2000 года её имамом стал Фейзрахман Абдрахманович Шабанов (1954 г. р.). Муэдзином в 1990 году был избран Азым Хасянович Хасянов (1910 г. р.).
В мечети села Старо-Мочалей обязанности имама возложены на Хайруллу Мусина (1931 г. р.).

## Известные уроженцы
- Аббасов, Абдулихат Умарович (1929—1996) — контр-адмирал, Герой Советского Союза.
- Дианов, Валиахмет Дианович (1930—1981) — художник книги, Заслуженный художник БАССР (1969).
- Сабирзянов, Абдула Сабирзянович (1900—1973) — советский рабочий, буровой мастер, Герой Социалистического Труда.